# Lincoln Center Festival
Das Lincoln Center Festival ist ein großes dreiwöchiges Kulturfestival in den USA, auf dem jährlich Werke und Darbietungen der renommiertesten zeitgenössischen Künstler aus Ländern der ganzen Welt – zum Teil in Uraufführung – zum Vortrag gebracht werden. Es findet in den Räumlichkeiten des Lincoln Center for the Performing Arts in New York City statt und wurde früh zu den führenden Festivals seiner Art gezählt. Die sommerliche Veranstaltung deckt Bereiche wie Theater, Ballett, Tanz, Oper und Zirkus ab und fand erstmals 1967 statt.

## Einzelbelege
1. ↑  Dennia Gray Stoll: Music festivals of the world - a guide to leading festivals of music, opera and ballet, 1963

## Weblink
- Offizielle Seite